# SN 2003ed
SN 2003ed – supernowa typu IIb odkryta 3 maja 2003 roku w galaktyce NGC 5303A. W momencie odkrycia miała maksymalną jasność 15,20m.